# Еленево (гмина)
Еленево (пол. Jeleniewo) — сельская гмина (волость) в Польше, входит как административная единица в Сувалкский повет, Подляское воеводство. Население — 3002 человека (на 2004 год).
Административный центр гмины — деревня Еленево.

## Демография
| Перепись                       | Всего   | Всего | Женщины | Женщины | Мужчины | Мужчины |
| ------------------------------ | ------- | ----- | ------- | ------- | ------- | ------- |
| Единицы                        | человек | %     | человек | %       | человек | %       |
| Население                      | 3002    | 100   | 1441    | 48      | 1561    | 52      |
| Плотность населения (чел./км²) | 22,8    | 22,8  | 10,9    | 10,9    | 11,8    | 11,8    |

## Поселения
1. Баханово
2. Бялороги
3. Бласковизна
4. Чаевщызна
5. Червоне-Багно
6. Гульбенишки
7. Хультаево
8. Игнатувка
9. Еленево
10. Казимерувка
11. Кшемянка
12. Лещево
13. Лопухово
14. Малесовизна
15. Окронгле
16. Подвысоке-Еленевске
17. Прудзишки
18. Рутка
19. Рыхтын
20. Сидорувка
21. Сидоры
22. Сидоры-Запольне
23. Суходолы
24. Сумово (деревня)
25. Шешупка
26. Шурпилы
27. Сцибово
28. Удрын
29. Удзеек
30. Водзилки
31. Воловня
32. Зажече-Еленевске
33. Жыва-Вода

## Соседние гмины
1. Гмина Пшеросль
2. Гмина Рутка-Тартак
3. Гмина Сувалки
4. Сувалки
5. Гмина Шиплишки
6. Гмина Вижайны